# Allotoma
Allotoma é um gênero de traça pertencente à família Arctiidae.